# عنكبوت صياد متفرع
عنكبوت صياد متفرع (الاسم العلمي:Eusparassus bicorniger) هو نوع من العنكبوتيات يتبع جنس العنكبوت الصياد من فصيلة العناكب الصيادة.